# Памятник Мигелю де Сервантесу
Памятник Мигелю де Сервантесу расположен на площади Испании в районе Королевского дворца в Мадриде, Испания.

## История создания
В 1915 году, накануне трёхсотой годовщины смерти Сервантеса, был объявлен национальный конкурс на создание памятника великому писателю. Скульптура была призвана украсить собой недавно созданную площадь Испании. Победивший проект был представлен архитектором Рафаэлем Мартинесом Сапатерой и скульптором Лоренцо Кулло-Валера. В 1920 году был образован комитет по сбору средств на возведение памятника по всем испаноговорящим странам. До 1925 года работы по возведению монумента не начинались. В обозначенном году к работе над памятником был также привлечен архитектор Педро Мугурусо, который немного упростил внешний вид статуи, сделав скромнее украшение балюстрады и избавившись от фигуры парящей богини Виктории, венчающей вершину по первоначальному плану. Хотя работы и не были закончены, памятник был открыт 13 октября 1929 года.

## Внешний вид
Сложная композиция памятника включает фигуру Сервантеса, сидящего у основания стелы и два бронзовых изваяния его самых известных персонажей: Дона Кихота Ламанческого и Санчо Пансы, восседающих, соответственно, на старой кляче и ишаке.

Вершину стелы украшает собой глобус с пятью континентами, как аллегория распространения испанского языка по всему миру. Среди прочих, заметны статуи Реальности и Вымысла. С обратной стороны колонны расположена статуя королевы Изабеллы Португальской.

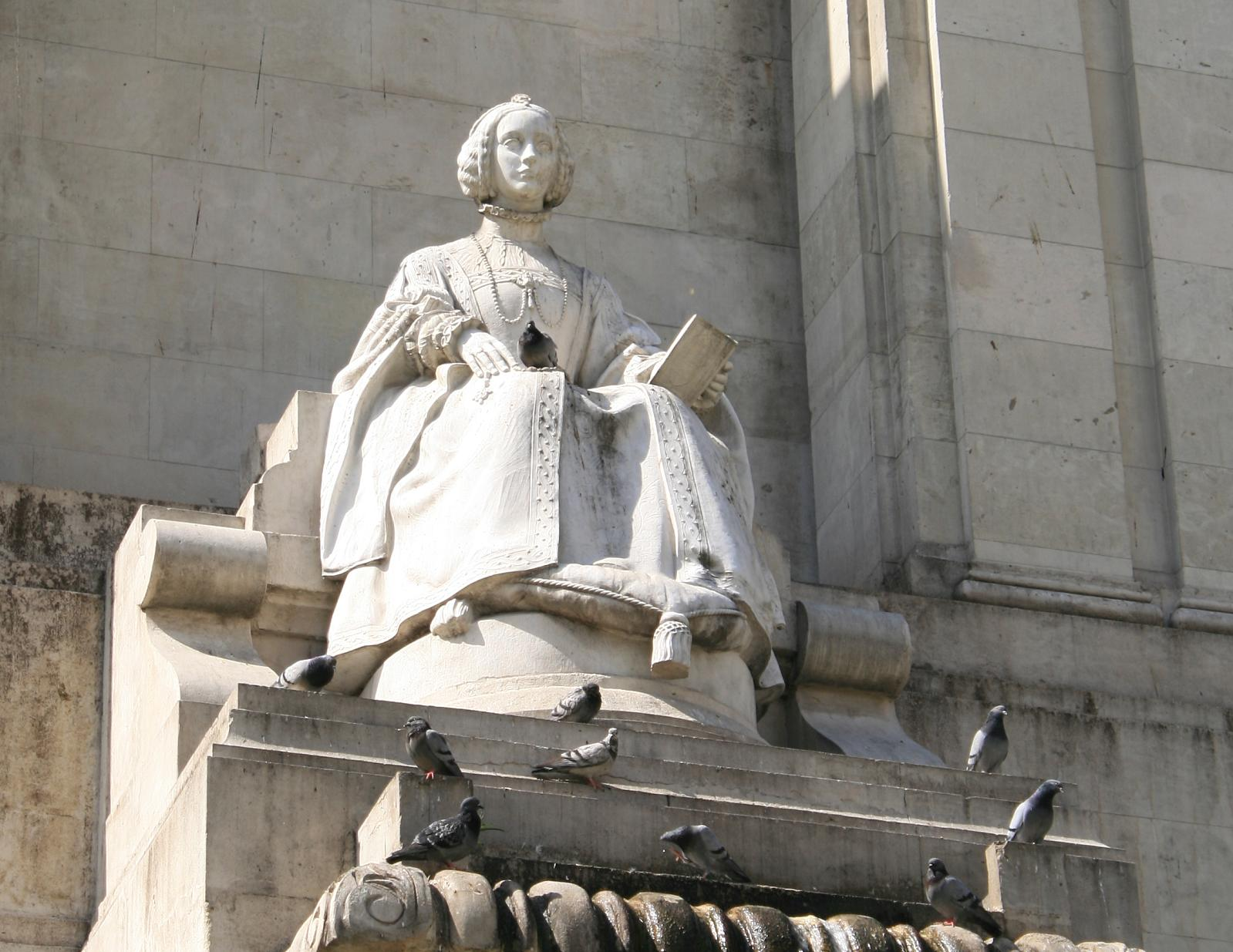
статуя королевы Изабеллы Португальской

 и фонтан (крайне ветхий в настоящее время), украшенный гербами стран, использующих язык Сервантеса. Кроме этого, композиция памятника включает индейца, подобного описанным Алонсо де Эрсилья-и-Суньига в поэме Араукана и Персея, символизирующего классическую лирику.
В течение 30-х годов XX века работа над памятником практически не велась. Лишь в 1950-е годы завершить начатое отцом удалось сыну Лоренцо Кулло-Валера Федерико Кулло-Валера. Он добавил фигуры Дульсинеи и, позднее, в 1960-е, группу «Ринконете и Кортадильо».

### Дон Кихот и Санчо Панса (деталь)

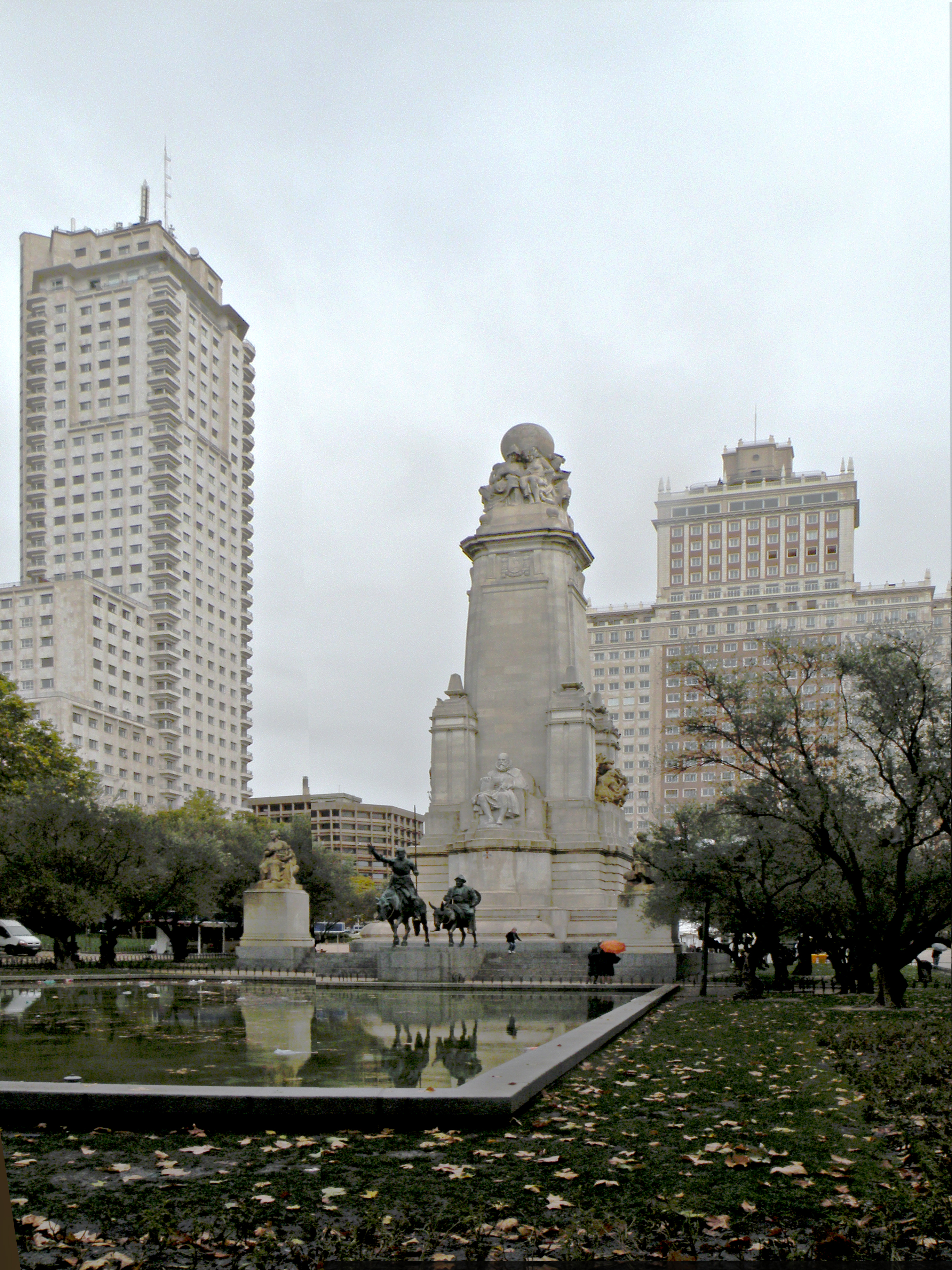
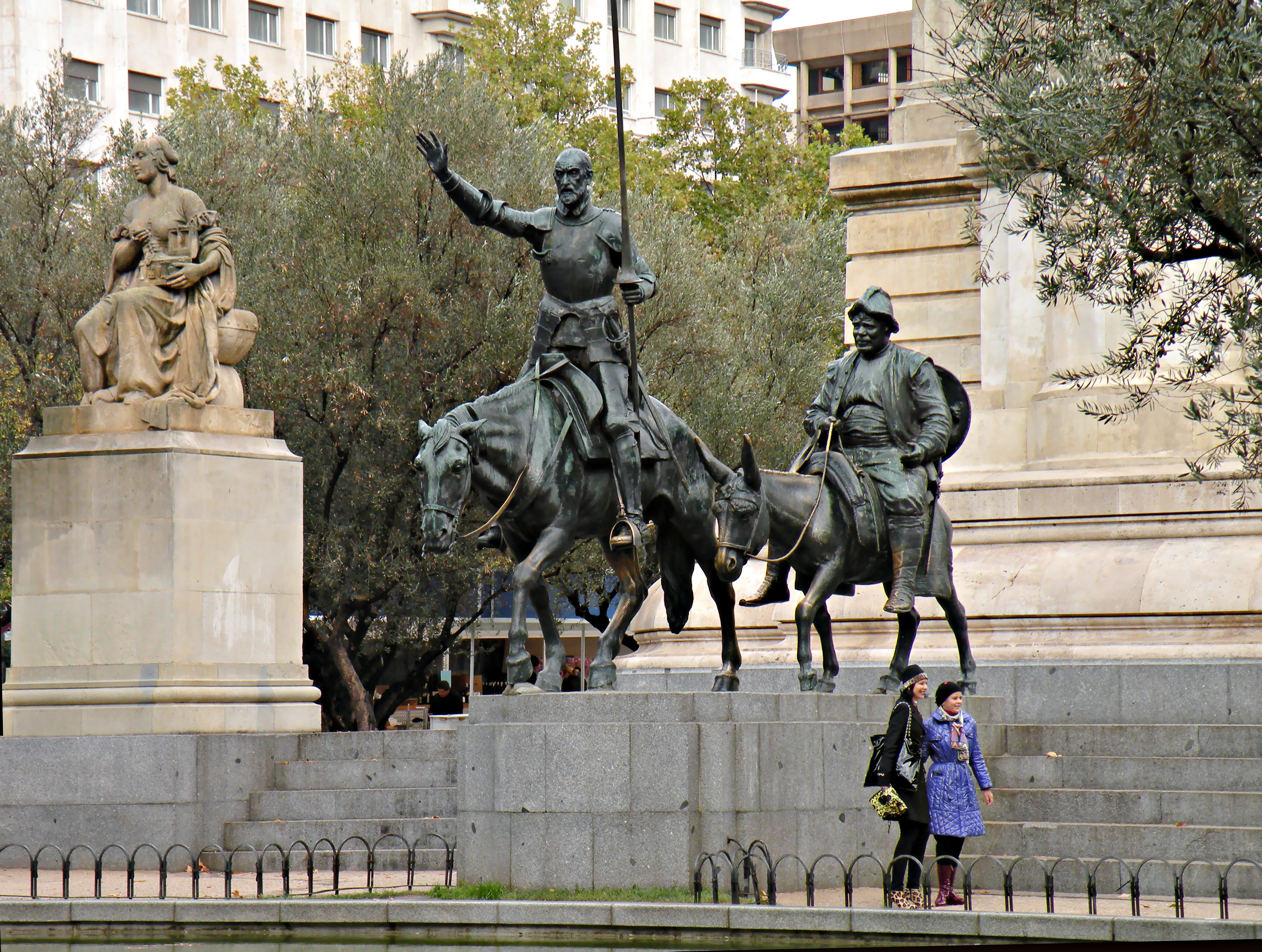
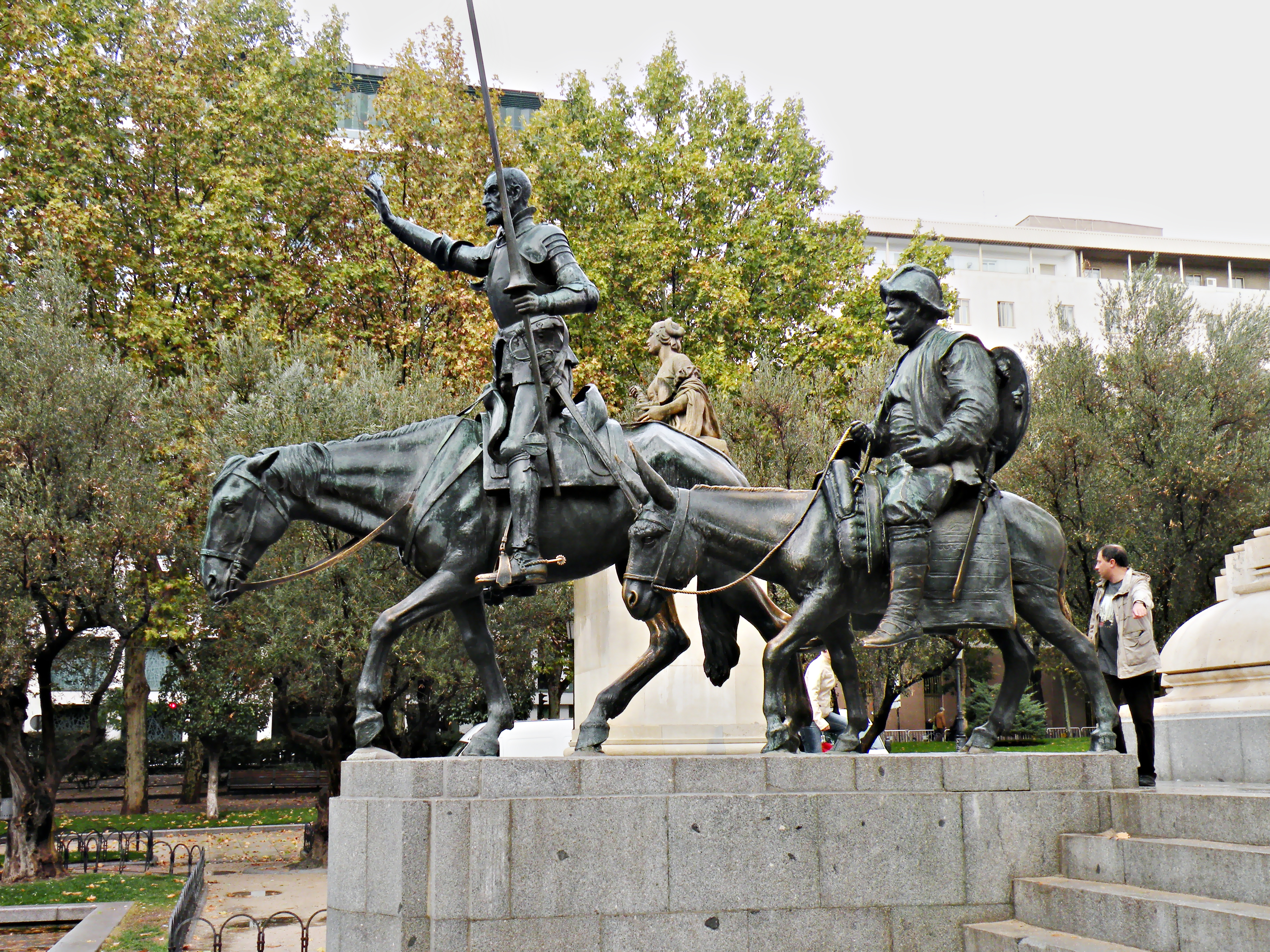
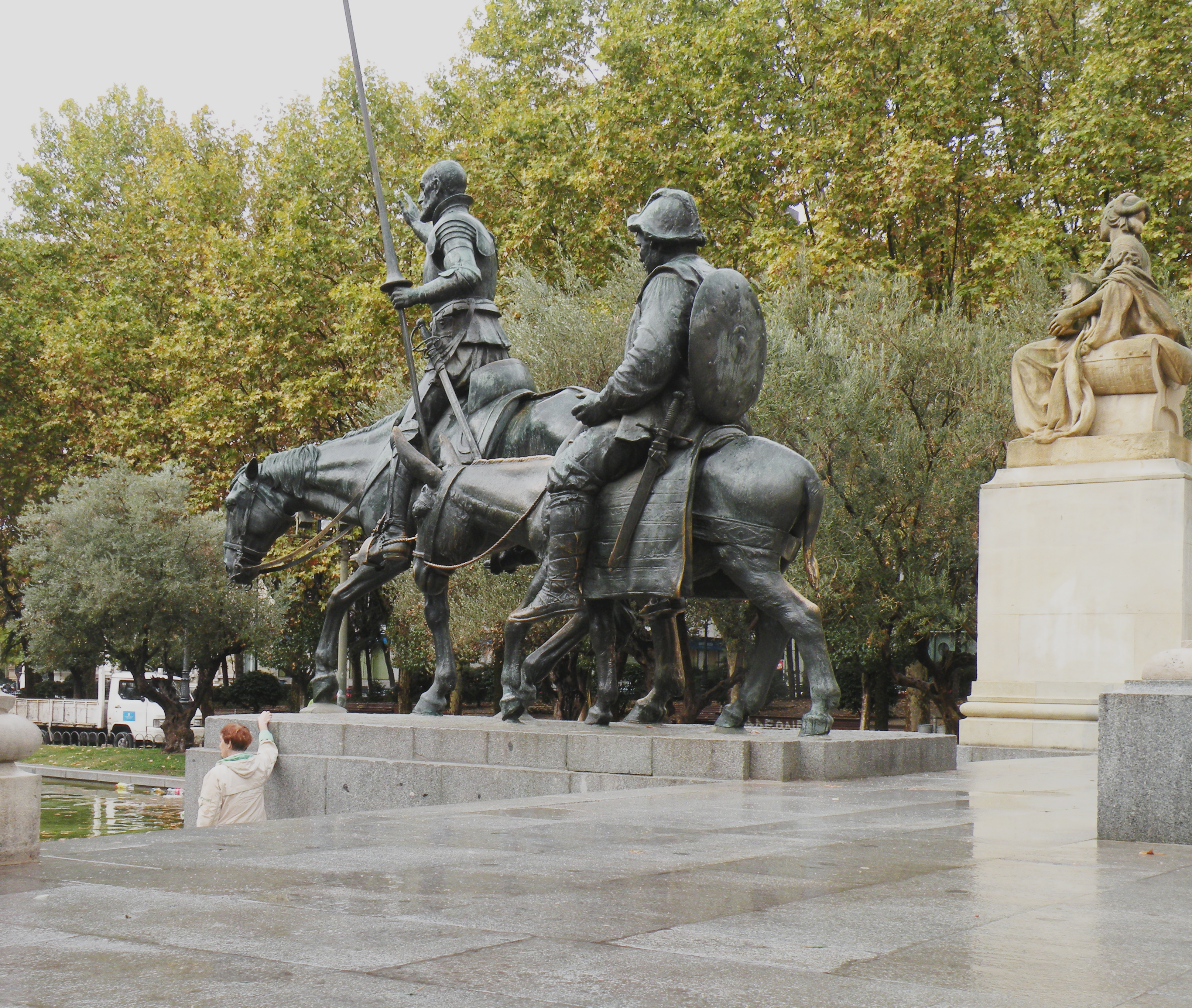
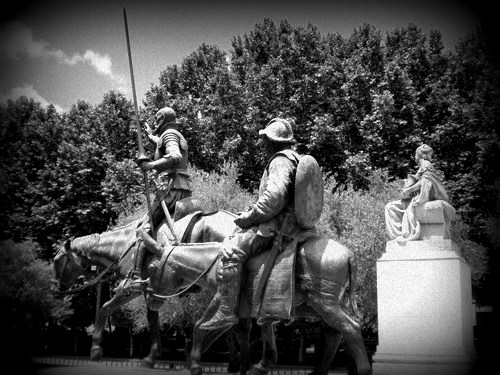
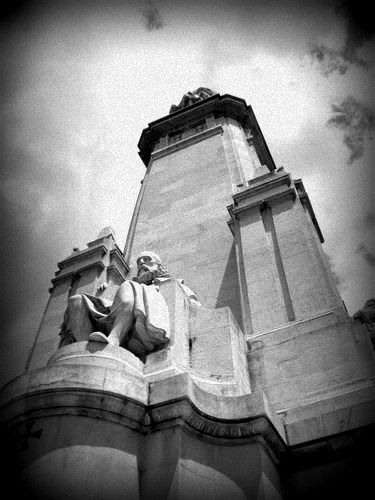